# Ovčí sýr

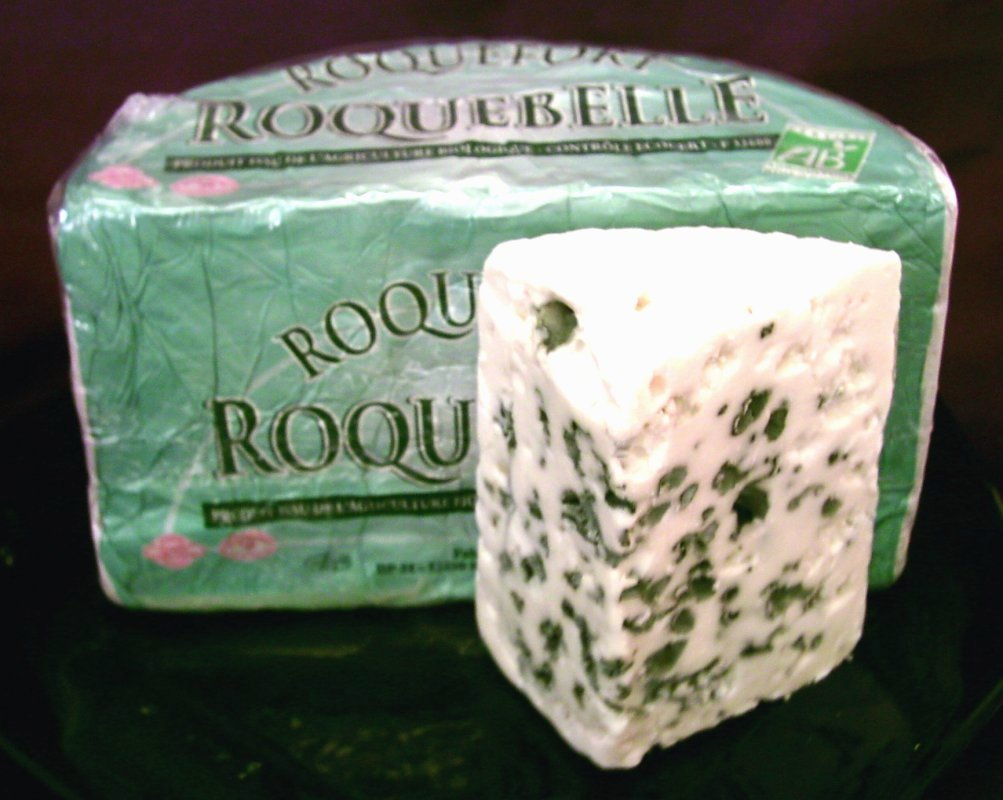
Roquefort

Ovčí sýr se vyrábí z ovčího mléka. Mezi známé sýry vyráběné z ovčího mléka patří řecká feta, francouzský roquefort, španělský manchego či pecorino romano a ricotta z Itálie.
Ovčí maso a mléko byly jedny z prvních základních bílkovin konzumovaných lidmi po přechodu od lovu a sběru k zemědělství. Čerstvé ovčí mléko se v moderní době konzumuje jen zřídka, převážně se používá na výrobu sýrů a jogurtů. Jelikož ovčí mléko obsahuje mnohem více tuku, sušiny a minerálů, než mléko kravské, je ideální na výrobu sýrů. Díky mnohem vyššímu obsahu vápníku také lépe odolává kontaminaci během chlazení.

## Fotogalerie

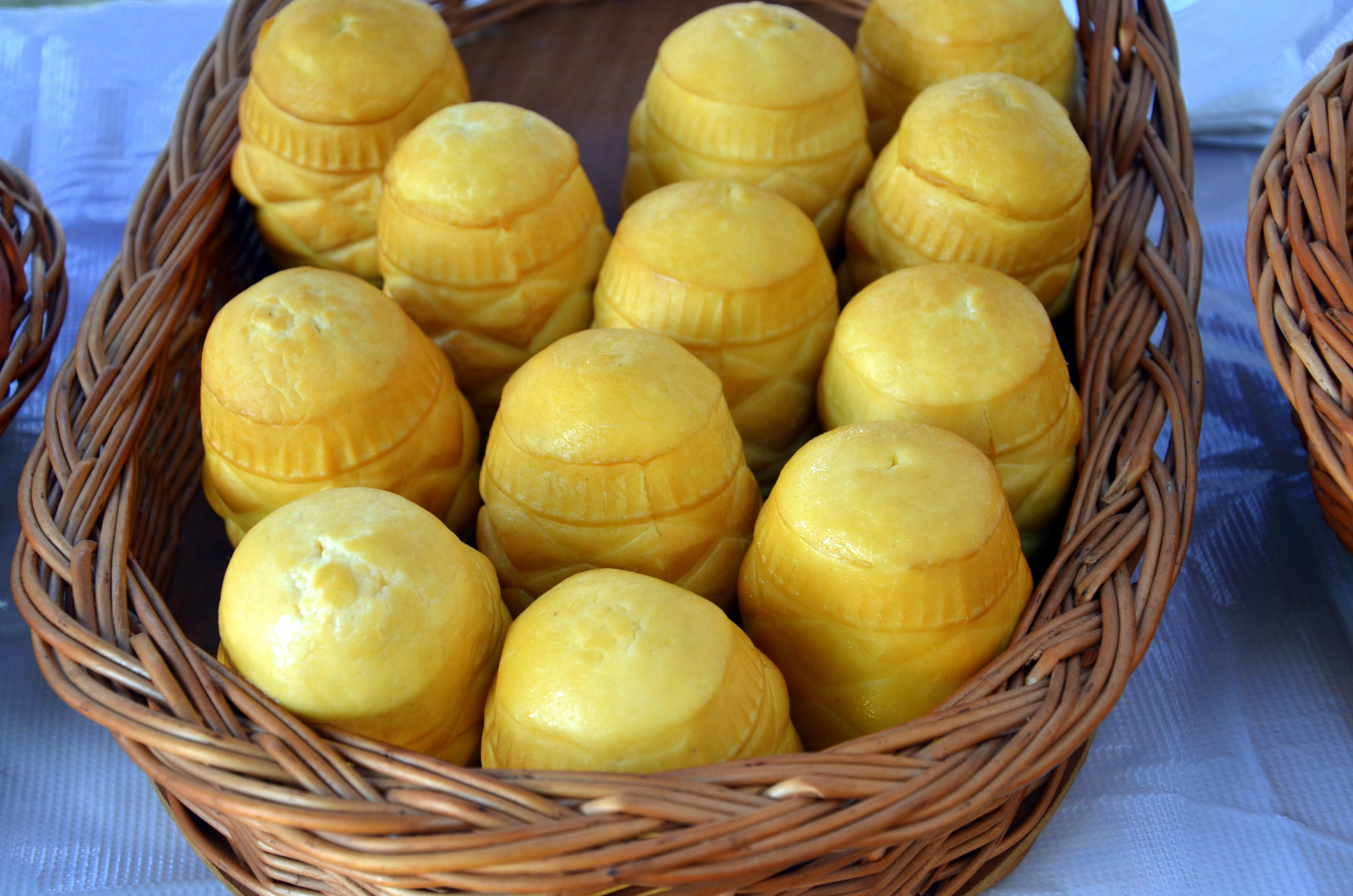
Ovčí sýr z Polska
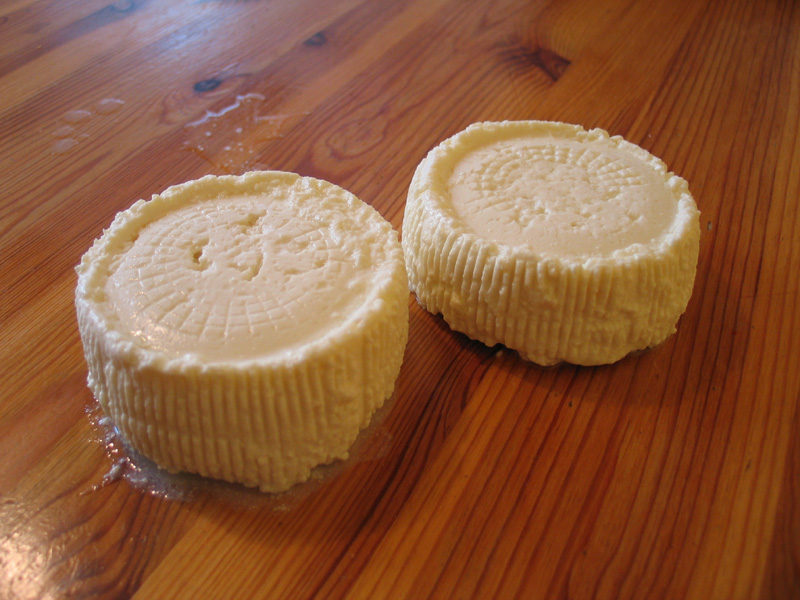
Brocciu
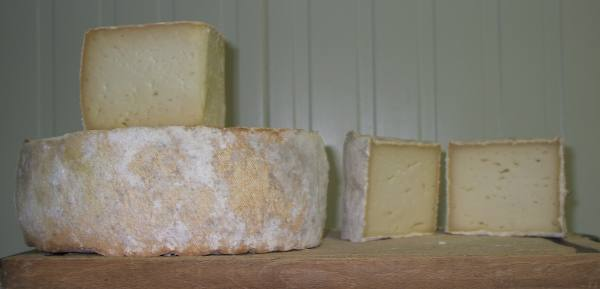
Lévejac
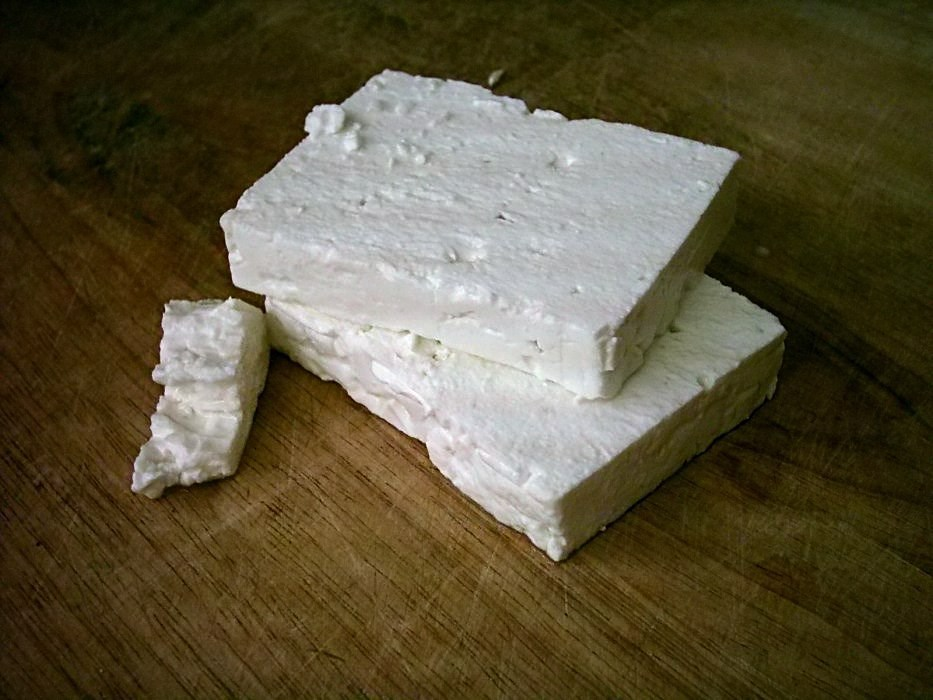
Feta
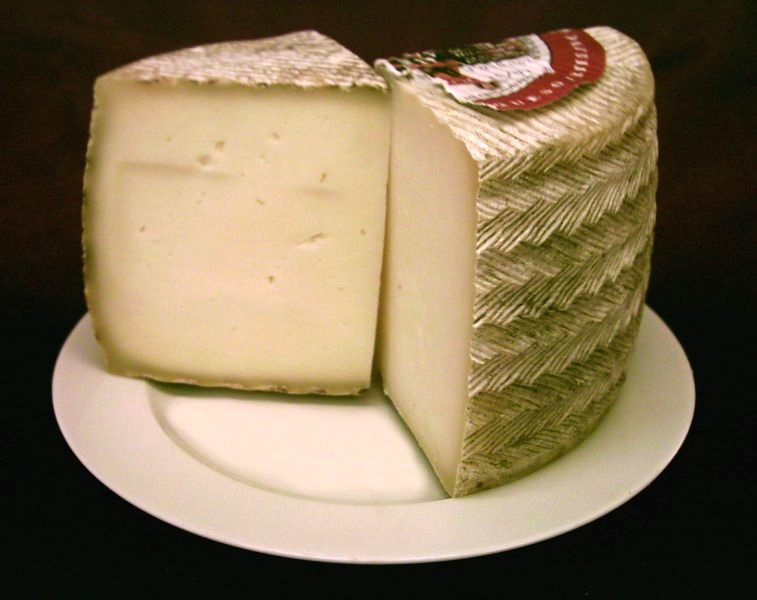
Manchego